# 林房雄
林房雄（／；1903年5月30日—1975年10月9日），本名後藤壽夫，林房雄是他的筆名，是日本昭和时期的小说家、文学批评家。他早年以參與无产阶级文学運動著称，不过后来他成为一个强烈的极端民族主义者。

## 生平

### 早年
1903年，林房雄出生于大分县。其父亲是个酒鬼，家里的杂货店破产後，其母亲被迫在棉纺厂工作以维持家庭生计。林房雄只能在一个富有的银行家家里做住家家教，才得以完成高中学业。林房雄後來考入東京帝國大學法学院，在學中參與左翼學生團體「新人會」，1925年，林房雄甚至中輟，投入精力到左派政治和艺术中，於《馬克思主義》雜誌上發表〈機會主義的誕生〉（日和見主義の誕生）等文。
1926年初，當局依據《治安维持法》对大学里的共产党员和疑似共产党同情者进行围捕，是為「京都學連事件」，林房雄亦遭到逮捕，并被关押了十个月。出狱后，他在《文艺战线》上发表了短篇小说《蘋果》（林檎），开始了他的文学生涯。这也标志着他开始成为无产阶级文学运动的主要成员。1927年，他与其他志同道合的作家一起成立了 "无产阶级艺术家联合会"。然而，1930年，林房雄又因为替日本共产党进行募捐活动而被捕，並被关押在東京郊外的丰田监狱。

### 右傾與戰時
在獄中，林房雄思想发生轉變。1932年出狱后，他移居镰仓。1934至1935年間，移居静冈伊東市。1935年創作《浪漫主义者的笔记》（浪漫主義者の手帖），宣布不再支持马克思主义。1936年，發表《無產階級作家歇業宣言》（プロレタリア作家廃業宣言），開始中斷与无产阶级文学运动的一切联系，移居镰仓。随着1937年日中战争爆發，林房雄與佐藤春夫等人結成「新日本文化會」（新日本文化の会）、加入大日本帝國陸軍，並派往中華民國參與作戰。

### 戰後與晚年
第二次世界大战結束，日本投降后，1947年，林房雄创造"新戲作派"一词，稱呼坂口安吾一系的戰後日本作家。1948年，林房雄，受駐日盟軍總司令公职追放，直到1952年後才被允许发表作品。
1962年，林房雄在《中央公論》上发表了《大东亚战争肯定论》。這篇文章对要求日本就曾經施行日本军国主义和亞細亞主義道歉的言論以及左翼和平主义提出尖锐批评，這让以前與他共同從事马克思主义運動的同志們大吃一惊。关于這篇文章的争议，即使在作品出版几十年后，也依然存在。
1975年，林房雄因胃癌去世。他的坟墓位於镰仓的報国寺。

## 大东亚战争肯定论
1963年，林房雄在明治维新一百周年之際，写下了《大东亚战争肯定论》一文。该篇文章在《中央公論》杂志上发表后，立即引起了很大的争议。林房雄的觀點可以概括为以下几点：   
- 大東亞戰爭是日本自江户时代后期以來日本现代化进程中的一部分。
- 日本的现代化是对西方侵略和殖民亚洲的防御性反应。
- 日本吞并朝鲜、進攻中国以及东南亚是為了遏制西方帝国主义，是亚洲民族解放的催化剂。
- 日本不是帝国主义国家，日本也沒有奉行侵略性的帝国主义政策。
- 日本的天皇制度不是法西斯制度，它是建立在民族和文化基础上的。

林房雄還認為，亚洲国家的真正敌人是美国，正如美国在过去一百年里一直是日本的敌人一样。尽管林房雄也对日本侵略亚洲所造成的苦难表示歉意，但他提倡的观点是，这场战争不仅使日本，也使亚洲其他国家从西方的统治下解放出来。

### 註腳
1. ↑  . kotobank （日语）.

### 文献
- 伊恩·布鲁玛. Inventing Japan: 1853-1964. Modern Library. Reprint edition (2004) ISBN 0-8129-7286-4
- Buruma, Ian. Occidentalism: The West in the Eyes of Its Enemies. Penguin Press (2004). ISBN 1-59420-008-4
- 约翰·W·道尔. War Without Mercy: Race and Power in the Pacific War. Panteon (1987). ISBN 0-394-75172-8
- Dorsey, James.  "From an Ideological Literature to a Literary Ideology: 'Conversion' in Wartime Japan," in Converting Cultures: Religion, Ideology and Transformations of Modernity, ed. by Dennis Washburn and A. Kevin Reinhart (Leiden & Boston: Brill, 2007), pp. 465~483.